# Journey to the Centre of the Eye
Journey to Centre of the Eye é o primeiro álbum de estúdio da banda britânica Nektar, lançado em 1971.

## Faixas
- Todas as canções compostas e arranjadas por Nektar.

1. "Prelude" - 1:27
2. "Astronaut's Nightmare" - 6:22
3. "Countenance" - 3:30
4. "The Nine Lifeless Daughters of the Sun" - 2:41
5. "Warp Oversight" - 4:28
6. "The Dream Nebula I" - 2:14
7. "The Dream Nebula II" - 2:25
8. "It's All in the Mind" - 3:22
9. "Burn Out My Eyes" - 7:48
10. "Void of Vision" - 2:01
11. "Pupil of the Eye" - 2:46
12. "Look Inside Yourself" - 0:53
13. "Death of the Mind" - 2:52

## Músicos
- Roye Albrighton: guitarras, vocais
- Mick Brockett: luzes líquidas
- Allan "Taff" Freeman: mellotron, pianos, orgão, vocais
- Ron Howden: bateria, percussão
- Derek "Mo" Moore: mellotron, baixo, vocais
- Keith Walters: slides estáticos
- Dieter Dierks: piano adicional

## Produção
- Produzido por Nektar, Dieter Dierks e Peter Hauke
- Engenharia de som por Dieter Dierks